# David Whitaker (Drehbuchautor)
David Whitaker (* 18. April 1928 in Knebworth; † 4. Februar 1980 in Fulham) war ein britischer Drehbuchautor, der bei der Entstehung der Serie Doctor Who mitwirkte.

## Leben
David Whitakers Start beim Fernsehen war 1957 mit der Verfilmung seines Theaterstücks A Choice of Partners. Er wurde danach als Drehbuchautor für TV-Serien-Episoden aktiv.
Von 1963 bis 1964 war er Story Editor bei der Serie Doctor Who, danach schrieb er die Drehbücher zu den Episoden The Edge of Destruction, The Rescue, The Crusade, The Power of the Daleks, The Evil of the Daleks, The Enemy of the World, The Wheel in Space und The Ambassadors of Death.
Außerdem schrieb er die Romanfassungen zu den Episoden The Daleks (unter dem Titel Doctor Who in an Exciting Adventure with the Daleks) und The Crusade (unter dem Titel Doctor Who and the Crusaders).
Gemeinsam mit Terry Nation arbeitete er an den Büchern The Dalek Book und The Dalek Outer Space Book. Die beiden sind auch die Urheber des Theaterstücks The Curse of the Daleks (1965).
Für die Fernsehserie Paul Temple schrieb er 1969 die Folge The Victim.
In den 1970er Jahren zog er nach Australien, wo er bei den Serien Homicide, Elephant Boy und The Drifter als Autor mitwirkte. Zuletzt kehrte er wieder nach England zurück.